# Spirobolbolaimus bathyalis
Spirobolbolaimus bathyalis is een rondwormensoort uit de familie van de Microlaimidae. De wetenschappelijke naam van de soort is voor het eerst geldig gepubliceerd in 1988 door Soetaert & Vincx.